# Pegoplata peninsularis
Pegoplata peninsularis är en tvåvingeart som beskrevs av Griffiths 1986. Pegoplata peninsularis ingår i släktet Pegoplata och familjen blomsterflugor. Inga underarter finns listade i Catalogue of Life.